# 史書 (成化進士)
史書（1447年—？），字獻忠，陝西平涼府涇州靈臺縣人，民籍，明朝政治人物。進士出身。

## 生平
早年出身國子生，后中举陝西鄉試第九名。成化十一年（1475年）乙未科會試第三十名，殿試登進士第三甲第四十三名。

## 家族
曾祖父史正。祖父史林。父亲史鑑，曾任縣丞。